# Kontaktní dvůr
Kontaktní dvůr (také kontaktní aureola nebo kontaktní zóna) je v geologii přechodovou zónou mezi magmatickou intruzí a okolní horninou. V závislosti na velikosti intruze se rozměry kontaktní zóny liší od několika milimetrů u malých žil po několik kilometrů u velkých plutonů. V kontaktní oblasti je přilehlá hornina metamorfována vysokou teplotou a  někdy také chemickou přeměnou horkými roztoky.
Jedná se o kontaktní metamorfózu nebo kontaktní metasomatózu. V závislosti na vzdálenosti od plutonu, na typu protolitu a případně na chemickém složení magmatu, se buď určité minerály přemění na jiné, vytvoří se minerály nové, nebo se struktura hornin změní rekrystalizací. V důsledku klesající teploty magmatu směrem ven se kontaktní dvůr vytvoří jako zóna.
Rozsah kontaktního dvora závisí
a) na velikosti intruze, teplotě magmatu i obsahu těkavých látek a
b) na druhu metamorfované horniny - v pískovcích bývá metamorfní aureola jen úzká, zatímco v jílovitých sedimentech značně široká. Kontaktně metamorfované vápence jsou často i metasomaticky pozměněny.
U některých těles dosahuje šířka kontaktního dvora i několik kilometrů. Těsně na styku s vyvřelinou je metamorfoza nejintenzivnější a jsou-li metamorfovanou horninou pelity, projevuje se vznikem rohovců. Dále od kontaktu bývá zóna plodových, snopkových nebo uzlíkových břidlic a ještě dále zóna skvrnitých břidlic, která plynule přechází do hornin  kontaktní metamorfozou neovlivněných.
Typickými horninami vnitřních teplejších zón kontaktního dvora plutonů jsou mohutné horniny, jako je kontaktní rohovec (protolitem je jílovec, opuka a bázické vulkanity), mramor (s relativně čistými vápencovými protolity), skarn (při metasomatóze karbonátových protolitů), křemenec (s relativně čistým křemitým pískovcem nebo křemitou břidlicí protolitu) a antracit (s výchozím materiálem uhlí). Ve vnějších zónách je rekrystalizace neúplná, takže je zachována prvotní vrstevnatost nebo břidličnatost jílovců. Typickou horninou v těchto zónách jsou plodové břidlice.